# Der Schlüssel (Tanizaki)
Der Schlüssel (jap. 鍵) ist ein Roman von Tanizaki Jun’ichirō (谷崎 潤一郎) aus dem Jahre 1956.

## Inhalt
Scham und Konvention verbieten es einem Ehepaar über ihr Sexualleben zu sprechen. Am Neujahrstag beginnen beide Partner damit, ihre Gedanken und Sehnsüchte jeweils in ein Tagebuch zu schreiben. Er lässt sich darüber aus, dass seine Frau zu schamhaft sei und ihm verwehre, sie überall zu berühren und bei Licht zu betrachten, wobei sie ein unstillbares Verlangen an den Tag lege. Sie hingegen verabscheut sein Gesicht, wenn er die Brille abgenommen hat, und seine schwache Konstitution.
Bei einem Besuch von Kimura wird Ikuko nach zu viel Cognac im Bad bewusstlos. Ihr Mann und Kimura entkleiden sie und bringen sie ins Bett. Das erste Mal kann ihr Mann ihren Körper betrachten und berühren, was ihn erregter werden lässt, als er bisher je gewesen ist. Er schläft mit ihr. Das wiederholt sich einige Male und er beginnt, sie zu fotografieren. Die Entwicklung der Bilder überlässt er Kimura.
Im Laufe der Geschichte verschlechtert sich der Gesundheitszustand beider Partner. Sie leidet an Lungentuberkulose, er an Bluthochdruck. Da das neu gefundene Liebesspiel ihm aber mehr bedeutet, beschließt er seinen Lebensstil nicht zu ändern. Nachdem Toshiko bei Kimura Bilder von ihrer Mutter gefunden hat, beginnt sie, die Affäre zwischen den beiden zu unterstützen. 
Ikuko lebt ein Doppelleben; ihr Mann akzeptiert das, denn sie lässt sich zu Hause nichts anmerken und gibt sich ihm abends – was als ihre Pflicht gilt – hin. Am 17. April kommt es beim Professor zu einem Schlaganfall, während er mit seiner Frau schläft. Er stirbt am 2. Mai.

## Form
Das Buch besteht aus Tagebucheinträgen, die mit dem 1. Januar beginnen (sein Tagebuch) und am 11. Juni enden (ihr Tagebuch).

## Hauptcharaktere
- Die Hauptperson ist ein 56-jähriger Professor.

- Die 45-jährige Ikuko ist seine Frau.

- Toshiko ist die Tochter des Hauses, die die Neigungen ihres Vaters verabscheut und das Haus verlässt. Sie sorgt dafür, dass Kimura und Ikuko sich ungestört treffen können.

- Kimura ist ein Lehrer, den Toshikos Vater als ihren zukünftigen Ehemann ausgesucht hat. Dieser findet jedoch größeren Gefallen an Ikuko, der Mutter, und beginnt später auch eine Affäre mit ihr.